# Behind the Front
Behind the Front je debutové album americké hudební formace Black Eyed Peas, které vyšlo v roce 1998.

## Seznam písní
| Pořadí | Název                                             | Autor                                                                                          | Producent/i            | Délka |
| ------ | ------------------------------------------------- | ---------------------------------------------------------------------------------------------- | ---------------------- | ----- |
| 1.     | Fallin' Up                                        | William Adams, Allan Pindea, Jaime Gomez, K. Feyen, Brian Lapin                                | will.i.am              | 5:09  |
| 2.     | Clap Your Hands (featuring Dawn Backman)          | William Adams, Allan Pindea, Jaime Gomez, Z. Modeliste, A. Neville, L. Nocentelli, G. Porter   | will.i.am              | 4:57  |
| 3.     | Joints & Jam (featuring Kim Hill & Ingrid Dupree) | William Adams, Allan Pindea, Jaime Gomez, Paul Poli, G. Phillinganes, B. Gibb, T. Smith        | Paul Poli, will.i.am   | 3:35  |
| 4.     | The Way U Make Me Feel (featuring Kim Hill)       | William Adams, Kim Hill, C. Guaico                                                             | C-Los, will.i.am       | 4:19  |
| 5.     | Movement                                          | William Adams, Allan Pindea, Jaime Gomez, K. Feyen, Brian Lapin, Mike Frantantuno, T. Yoshiaka | will.i.am              | 4:42  |
| 6.     | Karma (featuring Einstein Brown)                  | William Adams, Allan Pindea, K: Feyen, Debbie Harry, N. Harrison                               | will.i.am              | 4:28  |
| 7.     | Be Free (featuring Kim Hill)                      | William Adams, Allan Pindea, T. Stahl, J. Goldberg                                             | will.i.am              | 4:06  |
| 8.     | Say Goodbye (featuring Dawn Backman)              | William Adams, Allan Pindea, Jaime Gomez, K. Feyen, Brian Lapin, M. Oliver                     | will.i.am              | 4:01  |
| 9.     | Duet (featuring Redfoo)                           | William Adams, Allan Pindea, S.K. Gordy, Brian Lapin, K. Feyen                                 | will.i.am, Brian Lapin | 4:21  |
| 10.    | Communication                                     | William Adams, Allan Pindea, Mike Fratantuno, K. Feyen, T. Yoshiaka                            | will.i.am              | 5:41  |
| 11.    | What It Is (featuring Kim Hill)                   | William Adams, Allan Pindea, Mike Fratantuno, T. Browne, T. Smith                              | will.i.am              | 4:45  |
| 12.    | ¿Que Dices?                                       | William Adams, Allan Pindea, Jaime Gomez, K. Feyen, Mike Fratantuno                            | will.i.am              | 4:01  |
| 13.    | A8                                                | William Adams, Allan Pindea, Jaime Gomez, K. Feyen, Mike Fratantuno                            | will.i.am              | 3:52  |
| 14.    | Love Won't Wait (featuring Macy Gray)             | William Adams, Allan Pindea, Macy Gray, K. Feyen, Brian Lapin                                  | will.i.am              | 3:35  |
| 15.    | Head Bobs                                         | William Adams, Allan Pindea, K. Feyen, Brian Lapin                                             | Brian Lapin, will.i.am | 4:14  |
| 16.    | Positivity                                        | William Adams, Allan Pindea, Jaime Gomez, K. Feyen, Brian Lapin, Mike Fratantuno               | will.i.am              | 8:07  |